# Evángelos Marinákis
Evángelos « Vangélis » Marinákis (en grec moderne : Ευάγγελος «Βαγγέλης» Μαρινάκης), né le 30 juillet 1967, est un homme d'affaires grec, dans le secteur du transport maritime principalement, président du club de football grec Olympiakós, et président du club de football anglais Nottingham Forest.

## Biographie
Evángelos Marinákis est né au Pirée, en Grèce. Il est fils unique. Son père, Miltiádis Marinákis (en), était armateur, membre du Parlement grec et un des principaux bailleurs de fonds du club de football du Pirée, l'Olympiakos.

## Vie professionnelle

### Transports maritimes
Evángelos Marinákis est fondateur et Président de la société Capital Maritime & Trading Corp. Il a été Président du conseil de Capital Product Partners L.P entre 2007 et 2014,. En mars 2010, il devient Président et CEO de NYSE-listed Crude Carriers Corp. Un poste qu'il occupe jusqu'en septembre 2011. De 1992 à 2005, Evángelos Marinákis est manager commercial pour le groupe Capital Ship Management Corp. Il supervise également les activités des sociétés qui forment le groupe Capital Maritime. Au cours des dernières décennies, il a également été actif dans plusieurs autres entreprises familiales, toutes liées au secteur de l'industrie du transport maritime.

### Prix et distinctions
Après avoir «transformé en empire maritime la petite entreprise de son père, lequel dirigeait sept vraquiers», il est considéré comme l'une des personnalités les plus importantes et les plus influentes au monde dans le domaine du transport maritime. Il figure sur la liste de la Lloyd's List des «Cent personnes les plus influentes dans l'industrie du transport maritime», classé 65e en 2015, 67e en 2014, 73e en 2013 et 84e en 2012. Il figure également sur la liste TradeWinds «Power 100» des «premiers armateurs et opérateurs» classé 31e en 2012 et 75e en 2010. En 2014 et 2010, il a été nommé « Newsmaker of the Year», lors de la remise annuelle des prix Greek Shipping Awards de la Lloyd's List, alors qu'en 2009 sa société, Capital Ship Management Corp. a obtenu le prix «Tanker Company of the Year».

### Vie politique
En 2014, Evángelos Marinákis remporte un siège au Conseil municipal de sa ville natale, le Pirée, sur une liste indépendante qu'il fonde avec l'ancien porte-parole de l'Olympiakos, Yiánnis Móralis. Ce dernier devient ensuite maire du Pirée. Ils se sont tous deux engagés, entre autres, à préserver le caractère public de l'Administration portuaire du Pirée et à faire du Pirée la première destination des bateaux de croisière et le plus grand port de l'Europe. À l’issue de son élection, Reuters déclare : « il est rare de voir de grandes entreprises se mêler aussi ouvertement à la vie politique dans un pays où les relations entre ces deux mondes sont généralement menées dans les coulisses ». Dans une interview accordée à Tradewinds, Marinákis a répondu qu'il ne voyait aucun obstacle à l’implication dans la politique d’une personne affichant une solide performance dans les affaires, qualifiant ce point de vue d’ « attitude paléolithique ». « Je n’ai pas peur d'être impliqué dans la politique, parce que je ne fais pas mes affaires avec l'État grec », a-t-il déclaré. Depuis son élection, il a entrepris la construction de places, de parcs, d’aires de jeux pour enfants et d’installations sportives, à ses propres frais, étant donné que la municipalité du Pirée ne dispose pas des fonds nécessaires en raison de la crise économique.

### Sports
Depuis le milieu de l’année 2010, Marinákis est propriétaire de l'Olympiakós FC et exerce la fonction de président. Marinákis a également exercé la fonction de président de la Superleague grecque et de vice-président de la Fédération hellénique de football (HFF), d’août 2010 à septembre 2011.
En 2017, l'armateur grec rachète le club anglais de Nottingham Forest FC.

## Œuvres de bienfaisance
Véritable philanthrope, tant sur le plan privé et qu’en tant que président de l'Olympiakos, il soutient personnellement le fonctionnement du musée consacré à l'auteur grec Níkos Kazantzákis dans l'île de Crète, octroyant  80 000 € par an pour une période initiale de 10 ans à compter de juillet 2014. En septembre 2014, il a financé en privé la célébration du bicentenaire de la fondation de la Filikí Etería et la création d'un buste d'Alexandre Ypsilantis à Athènes. Il a également soutenu en privé tout au long de ces années, divers organismes de bienfaisance voués aux jeunes enfants grecs, dont « Argo » et « Ensemble pour les enfants», une union regroupant dix ONG grecques.
Tout au long de sa présidence, le FC Olympiakos finance les repas quotidiens de mille personnes chaque semaine, via le fonds bénévole de la paroisse « Genesios Theotokos », dans la banlieue athénienne de Níkea, et la Sainte Métropole de Syros. En février 2014, il a fait don de 500 000 € pour la réfection des écoles dans l'île grecque de Céphalonie, frappée par des séismes destructeurs. En octobre 2013, l'Olympiakos et l'UNICEF ont lancé un partenariat pour la vaccination d’enfants dans les pays en développement, affichant le logo de l'UNICEF sur les maillots des joueurs, dans le but d’amasser 2 millions d’euros sur deux ans. En juin 2012, Marinákis a racheté la dette nationale grecque, d’une valeur nominale d’ 1 364 000 € en offrant la somme de 168 590 € au nom de chacun des 55 joueurs et des employés de l’Olympiakos, à l’ONG « Greek Debt Free » (GDF) de Peter Nomikos. Auparavant, l'Olympiakos avait soutenu le fonds de secours aux victimes du séisme au Japon. Il a par ailleurs activement apporté son appui à l'organisation environnementale sans but lucratif « Arcturos », à l'Hôpital pour enfants Agia Sofia à Athènes et à l’« Hôpital Général » de Limassol, à diverses campagnes de collecte de sang, à des organismes de bienfaisance voués aux enfants en Grèce et dans le monde, y compris à la Fondation « Elpida », la « Steven Gerrard Foundation » et la Fondation « Hatzikyriakos ». Marinákis s’est également lancé dans la création de la fondation caritative de l’Olympiakos, actuellement en cours de réalisation.

## Controverses
Un cumul de différentes fonctions qui lui vaut des accusations de conflit d'intérêts dans certains médias,. « Ce cumul conduit à un déséquilibre d’autant plus insupportable que les habituels rivaux du Pirée, heurtés de plein fouet par la crise, ne peuvent même plus opposer un semblant de concurrence » déclare le site Internet Les Cahiers du Football.
En juin 2011, Evángelos Marinákis figure parmi 68 suspects soupçonnés par les autorités judiciaires grecques dans l'affaire des matches truqués de Koriopolis. L'enquête est lancée après que l'UEFA a rapporté aux autorités grecques ses observations sur des paris inhabituels, la plupart impliquant la Superleague grecque et des matches de deuxième division en 2009 et 2010. Marinákis est alors accusé d'avoir participé à ces paris truqués dans sept pays différents. Les responsables de l'UEFA déclarent qu'aucune mesure n'est envisagée quant à la participation de l'Olympiakos en Ligue des Champions la saison suivante. Marinákis est accusé de corruption et de manipulation de matches. Selon le procureur, Marinákis, avec la collaboration du président de l’Association grecque de football, Giorgos Sarris, choisissait des arbitres spécifiques pour les matchs clés. Accusations qu'il réfute à plusieurs reprises. « Ces allégations n'ont rien à voir avec moi et n'ont aucune incidence ou quoi que ce soit d'autre sur moi (...) il n'y a pas l'ombre d'une preuve contre moi », déclare-t-il. L'enquête s'accélère cependant en 2014, après qu'un conseil de juges a donné le feu vert au procureur Aristidis Korreas pour enregistrer les conversations téléphoniques de différentes personnalités sportives officielles, parmi lesquelles Evángelos Marinákis,. Selon le procureur, « le président d'un des clubs de la Superleague et de proches collaborateurs de celui-ci ont approché et tenté d'utiliser des policiers, des juges, des hommes politiques et d'autres personnalités influentes à des fins personnelles »,. Le 3 octobre 2014, Aristidis Koreas est écarté de l'affaire par le bureau du procureur du tribunal de première instance.
En juillet 2011, Evángelos Marinákis est impliqué dans une autre affaire, accusé d'inciter et de faciliter des actes de violence entre supporters. Selon les enregistrements téléphoniques d'Aristidis Korreas, Marinákis aurait collaboré avec notamment le président du club de deuxième division grecque Ilioupoli, Giorgos Tsakogiannis, pour qu'un groupe de supporters inconditionnels de l'Olympiakos se rende le 13 mars 2011 à un match de troisième division et provoque une émeute. Le tout pour parvenir à une pénalité. D'après le rapport du procureur, « Tsakogiannis informait Ioannis Papadopoulos qu'il avait pris ses dispositions et qu'Evángelos Marinákis était au courant du plan selon lequel les supporters de l'Olympiakos devaient provoquer une émeute ». Dans tous les cas, il a été acquitté, car aucune preuve n'a été trouvée contre lui.
En juin 2012, il rachète une partie de la dette grecque, avec une valeur nominale de 1,36 million d'euros en offrant 168 590 euros au nom de chacun des 55 joueurs grecs et employés de l'Olympiakos. Il déclare à ce propos : « Par cet acte, je voulais donner l'exemple afin de montrer que nous devrions tous soutenir notre pays en ces temps difficiles. Les Grecs sont des patriotes et il est grand temps de montrer au monde ce que nous pouvons faire quand on travaille en tant que tel. La Grèce peut et doit aller de l'avant. »
En 2018, Evángelos Marinákis est poursuivi par la justice grecque pour appartenance à « une organisation criminelle » ainsi que pour « détention et trafic de drogue » dans l'affaire « Noor 1 »,. Il a interdiction de quitter le territoire. En 2019, neuf témoins dans cette affaire sont décédés.